# Бреннівін
Бреннівін — популярний алкогольний напій Ісландії, що відрізняється міцним смаком і високим градусом. Народна назва «чорна смерть».

## Особливості напою
Слово «brennivin» перекладається як «burning wine» — «палюче вино». Бреннівін з'явився в часи сухого закону. За технологією приготування: картопляний первак із додаванням насіння кмину для аромату. Дешевий за вартістю.
Пляшки бреннівіну мають оригінальну упаковку: вовняні чохли ручного в'язання. Напій не експортується за межі країни.

## Популярність напою
Уживаним напій став під час свята Торраблоута, що відзначається з кінця січня до кінця лютого. Назва свята походить від назви четвертого зимового місяця Торрі (ще й досі в Ісландії прийнято виділяти тільки дві пори року: літо й зиму).
Перша згадка про свято зустрічається в рукописах XIII століття. Відновили його студенти в першій половині ХІХ століття та почали відзначати лише в 1960-х роках.

### Культура вживання
Найчастіше бреннівін подають охолодженим у шотах (посуд для подачі алкоголю) або стаканах із додаванням льоду. Супровід напою — риба або м'ясо ягня.
На початку XX століття бреннівін подавали з таким стравами як гаукарль — ферментоване (у землі) і в'ялене акуляче м'ясо.
Сьогодні бреннівін став і компонентом коктейлю:
- Mountain King — 2 частини бреннівіна, 4 частини молочної сироватки, що продається в Ісландії;
- Poisonous Dog — пів пінти бреннівіна й пів пінти апельсинового лимонаду (запропонували американці в 2004 році);
- Magic — суміш бреннівіну та енергетичного напою.

### Національний день уживання напою
23 грудня — день Святого Торлака, національний день уживання напою. Цей день в Ісландії є останнім днем підготовки до Різдва. Традиційна страва свята — солоний скат, який подають разом із відвареною товченою картоплею й стаканом бреннівіна.